# Ana Dulce Félix
Ana Dulce Félix (ur. 23 października 1982 w Guimarães) – portugalska lekkoatletka specjalizująca się w biegach długodystansowych, uczestniczka letnich igrzysk olimpijskich w Londynie (2012). Sukcesy odnosiła również w biegach przełajowych.

## Sukcesy sportowe
- wielokrotna medalistka mistrzostw Portugalii, m.in.:
- dwukrotna mistrzyni Portugalii w biegu na 5000 metrów – 2010[1], 2011[2]
- mistrzyni Portugalii w biegu na 10 000 metrów – 2007[3]
- brązowa medalistka mistrzostw Portugalii w biegu na 1500 metrów – 2009[4]
- brązowa medalistka mistrzostw Portugalii w biegu na 10 000 metrów – 2008[5]
- brązowa medalistka mistrzostw Portugalii w biegu na 15 kilometrów – 2009[6]
- wicemistrzyni Hiszpanii w biegu na 10 000 metrów – 2008[7]

| Rok  | Miasto         | Zawody                                    | Konkurencja             | Wynik                     |
| ---- | -------------- | ----------------------------------------- | ----------------------- | ------------------------- |
| 2008 | Bruksela       | Mistrzostwa Europy w biegach przełajowych | drużynowo               | złoty medal               |
| 2009 | Ribeira Brava  | Puchar Europy w biegu na 10 000 m         | bieg na 10 000 m        | 3. miejsce                |
| 2009 | Dublin         | Mistrzostwa Europy w biegach przełajowych | drużynowo               | złoty medal               |
| 2009 | Amman          | Mistrzostwa świata                        | drużynowo               | brązowy medal             |
| 2009 | Berlin         | Mistrzostwa świata                        | bieg na 10 000 m        | 13. miejsce               |
| 2010 | Albufeira      | Mistrzostwa Europy w biegach przełajowych | indywidualnie drużynowo | brązowy medal złoty medal |
| 2010 | Barcelona      | Mistrzostwa Europy                        | bieg na 10 000 m        | 7. miejsce                |
| 2011 | Velenje        | Mistrzostwa Europy w biegach przełajowych | indywidualnie drużynowo | srebrny medal             |
| 2011 | Daegu          | Mistrzostwa świata                        | bieg na 10 000 m        | 8. miejsce                |
| 2012 | Helsinki       | Mistrzostwa Europy                        | bieg na 10 000 m        | złoty medal               |
| 2012 | Londyn         | Igrzyska olimpijskie                      | bieg maratoński         | 21. miejsce               |
| 2013 | Moskwa         | Mistrzostwa świata                        | bieg na 10 000 m        | 13. miejsce               |
| 2014 | Zurych         | Mistrzostwa Europy                        | bieg na 10 000 m        | 12. miejsce               |
| 2015 | Pekin          | Mistrzostwa świata                        | bieg na 10 000 m        | 19. miejsce               |
| 2016 | Amsterdam      | Mistrzostwa Europy                        | bieg na 10 000 m        | srebrny medal             |
| 2016 | Rio de Janeiro | Igrzyska olimpijskie                      | bieg maratoński         | 16. miejsce               |

## Rekordy życiowe
- bieg na 1500 metrów – 4:17,29 – Seixal 25/07/2009
- bieg na 1500 metrów (hala) – 4:14,96 – Pombal 13/02/2010
- bieg na 3000 metrów – 8:58,03 – Saragossa – 18/07/2009
- bieg na 3000 metrów (hala) – 8:56,84 – Pombal 14/02/2010
- bieg na 5000 metrów – 15:08,02 – Sztokholm 31/07/2009
- bieg na 10 000 metrów – 31:19,03 – Amsterdam 6/07/2016
- bieg na 10 mil – 53:58 – Portsmouth 25/10/2009
- bieg na 5 kilometrów – 15:28 – Wiedeń 22/05/2011 (rekord Portugalii)
- bieg na 10 kilometrów – 31:25 – Maia 11/01/2015
- bieg na 15 kilometrów – 49:15 – Lizbona 13/01/2013
- półmaraton – 1:08:33 – Lizbona 20/03/2011
- maraton – 2:25:15 – Londyn 26/04/2015